# Theory of Games and Economic Behavior
Theory of Games and Economic Behavior, publicado en 1944 por Princeton University Press, es un libro del matemático John von Neumann y el economista Oskar Morgenstern, considerado ampliamente como el texto innovador que creó el campo de investigación interdisciplinario de la teoría de juegos.
Princeton University Press publicó una edición conmemorativa por su 60.º aniversario, describiendo en su introducción al libro como:

This is the classic work upon which modern-day game theory is based.

que traducido significa: «Esta es la obra clásica sobre la cual se basa la teoría de juegos de hoy en día».